# Kevor Palumets
Kevor Palumets (Keila, 21 novembre 2002) è un calciatore estone, centrocampista del Podbrezová e della nazionale estone.

## Carriera

### Club
Ha iniziato la sua carriera in Finlandia nei settori giovanili di Keila e Tabasalu, con cui ha debuttato ufficialmente nel 2018. Nel mercato invernale del 2019 è stato acquistato dal Bologna che lo ha impiegato nella formazione Under-17.
Rientrato in patria al termine della stagione, ha giocato per un anno con il Tabasulu per poi passare al Paide con cui ha esordito in Meistriliiga e nei preliminari di Conference League.
Il 6 settembre del 2022 si è trasferito in Belgio allo Zulte Waregem.

### Nazionale
Ha giocato nelle nazionali giovanili estoni Under-18 ed Under-21.
Ha debuttato con la nazionale maggiore il 12 gennaio 2024 giocando titolare l'amichevole persa 2-1 contro la Svezia dove ha anche realizzato l'unica rete della sua squadra.

## Statistiche

### Presenze e reti nei club
Statistiche aggiornate al 21 marzo 2024.
| Stagione        | Squadra         | Campionato      | Campionato | Campionato | Coppe nazionali | Coppe nazionali | Coppe nazionali | Coppe continentali | Coppe continentali | Coppe continentali | Altre coppe | Altre coppe | Altre coppe | Totale | Totale | Totale |
| Stagione        | Squadra         | Comp            | Pres       | Reti       | Comp            | Pres            | Reti            | Comp               | Pres               | Reti               | Comp        | Pres        | Reti        | Pres   | Reti   |        |
| --------------- | --------------- | --------------- | ---------- | ---------- | --------------- | --------------- | --------------- | ------------------ | ------------------ | ------------------ | ----------- | ----------- | ----------- | ------ | ------ | ------ |
| 2018            | Tabasalu        | 4D              | 5          | 1          |                 | -               | -               |                    | -                  | -                  |             | -           | -           | 5      | 1      |        |
| 2019            | Tabasalu        | ELB             | 12         | 4          | CE              | 2               | 0               |                    | -                  | -                  |             | -           | -           | 14     | 4      |        |
| 2020            | Paide U21       | ELB             | 23         | 21         |                 | -               | -               |                    | -                  | -                  |             | -           | -           | 23     | 21     |        |
| 2021            | Paide U21       | EL              | 16         | 9          |                 | -               | -               |                    | -                  | -                  |             | -           | -           | 16     | 9      |        |
| 2022            | Paide U21       | EL              | 5          | 0          |                 | -               | -               |                    | -                  | -                  |             | -           | -           | 5      | 0      |        |
| 2020            | Paide           | ML              | 6          | 0          | CE              | 2               | 6               |                    | -                  | -                  |             | -           | -           | 8      | 6      |        |
| 2021            | Paide           | ML              | 20         | 1          | CE              | 4               | 0               | UECL               | 0                  | 0                  |             | -           | -           | 24     | 1      |        |
| 2022            | Paide           | ML              | 23         | 1          | CE              | 0               | 0               | UECL               | 5                  | 0                  |             | -           | -           | 28     | 1      |        |
| 2022-2023       | Zulte Waregem   | D1              | 3          | 0          | CB              | 0               | 0               |                    | -                  | -                  |             | -           | -           | 3      | 0      |        |
| 2023-2024       | Zulte Waregem   | D2              | 6          | 0          | CB              | 2               | 0               |                    | -                  | -                  |             | -           | -           | 8      | 0      |        |
| Totale carriera | Totale carriera | Totale carriera | 119        | 37         |                 | 10              | 6               |                    | 5                  | 0                  |             | -           | -           | 134    | 43     |        |

### Cronologia presenze e reti in nazionale
| Cronologia completa delle presenze e delle reti in nazionale ― Estonia | Cronologia completa delle presenze e delle reti in nazionale ― Estonia | Cronologia completa delle presenze e delle reti in nazionale ― Estonia | Cronologia completa delle presenze e delle reti in nazionale ― Estonia | Cronologia completa delle presenze e delle reti in nazionale ― Estonia | Cronologia completa delle presenze e delle reti in nazionale ― Estonia | Cronologia completa delle presenze e delle reti in nazionale ― Estonia | Cronologia completa delle presenze e delle reti in nazionale ― Estonia |
| Data                                                                   | Città                                                                  | In casa                                                                | Risultato                                                              | Ospiti                                                                 | Competizione                                                           | Reti                                                                   | Note                                                                   |
| ---------------------------------------------------------------------- | ---------------------------------------------------------------------- | ---------------------------------------------------------------------- | ---------------------------------------------------------------------- | ---------------------------------------------------------------------- | ---------------------------------------------------------------------- | ---------------------------------------------------------------------- | ---------------------------------------------------------------------- |
| 12-1-2024                                                              | Pafo                                                                   | Svezia                                                                 | 2 – 1                                                                  | Estonia                                                                | Amichevole                                                             | 1                                                                      | 87’                                                                    |
| 21-3-2024                                                              | Varsavia                                                               | Polonia                                                                | 5 – 1                                                                  | Estonia                                                                | Qual. Euro 2024                                                        | -                                                                      | 67’                                                                    |
| 26-3-2024                                                              | Helsinki                                                               | Finlandia                                                              | 2 – 1                                                                  | Estonia                                                                | Amichevole                                                             | -                                                                      | 69’                                                                    |
| 4-6-2024                                                               | Lucerna                                                                | Svizzera                                                               | 4 – 0                                                                  | Estonia                                                                | Amichevole                                                             | -                                                                      | 86’                                                                    |
| 11-6-2024                                                              | Kaunas                                                                 | Lituania                                                               | 1 – 1 (3 – 4 dtr)                                                      | Estonia                                                                | Coppa del Baltico 2024                                                 | -                                                                      |                                                                        |
| 5-9-2024                                                               | Tallinn                                                                | Estonia                                                                | 0 – 1                                                                  | Slovacchia                                                             | UEFA Nations League 2024-2025 - 1º turno                               | -                                                                      | 69’                                                                    |
| 8-9-2024                                                               | Solna                                                                  | Svezia                                                                 | 3 – 0                                                                  | Estonia                                                                | UEFA Nations League 2024-2025 - 1º turno                               | -                                                                      | 50’, 62’                                                               |
| 14-10-2024                                                             | Tallinn                                                                | Estonia                                                                | 0 – 3                                                                  | Svezia                                                                 | UEFA Nations League 2024-2025 - 1º turno                               | -                                                                      | 65’                                                                    |
| 16-11-2024                                                             | Qəbələ                                                                 | Azerbaigian                                                            | 0 – 0                                                                  | Estonia                                                                | UEFA Nations League 2024-2025 - 1º turno                               | -                                                                      | 88’                                                                    |
| 19-11-2024                                                             | Bratislava                                                             | Slovacchia                                                             | 1 – 0                                                                  | Estonia                                                                | UEFA Nations League 2024-2025 - 1º turno                               | -                                                                      | 87’                                                                    |
| 25-3-2025                                                              | Chișinău                                                               | Moldavia                                                               | 2 – 3                                                                  | Estonia                                                                | Qual. Mondiali 2026                                                    | -                                                                      | 44’, 48’                                                               |
| 9-6-2025                                                               | Tallinn                                                                | Estonia                                                                | 0 – 1                                                                  | Norvegia                                                               | Qual. Mondiali 2026                                                    | -                                                                      | 90+3’                                                                  |
| Totale                                                                 |                                                                        | Presenze                                                               | 12                                                                     |                                                                        | Reti                                                                   | 1                                                                      |                                                                        |

## Palmarès

### Nazionale
- Coppa del Baltico: 1

2024